# GNU Assembler
Der GNU Assembler, auch bekannt als GAS, ist der Assembler des GNU-Projekts. Er ist das Standard-Backend der GNU Compiler Collection und wird folglich zum Assemblieren des Betriebssystems GNU, des Linux-Kernels und vieler anderer insbesondere als Quelltextpakete verfügbarer Applikationen verwendet. Er gehört zu den GNU Binary Utilities (binutils).
Die ausführbare Datei des GNU Assemblers wird wie der Assembler des ursprünglichen Unix von AT&T und Assembler späterer Unix-artiger Betriebssysteme mit as aufgerufen. GAS ist plattformübergreifend, und damit für eine große Anzahl von verschiedenen Rechnerarchitekturen sowohl lauf- als auch assemblierfähig. Als üblicher Assembler für die GCC ist er in u. a. vielen Linux-Distributionen und BSD-Abkömmlingen enthalten.
GAS wird unter der GNU General Public License v3 veröffentlicht und ist freie Software.

## Kompatibilität
Für gängige Mikroprozessorarchitekturen wie AArch64, IBMs (bzw. AIMs) Enhanced RISC (IBM POWER und PowerPC) und x86 ab dem 80386 (dazu s. Abschnitt) ist der GNU Assembler nativ vorkompiliert erhältlich. Als Cross-Assembler etwa für vergleichsweise leistungsschwache oder veraltete Prozessoren wie die M68000er Familie oder den Z80 muss er in vielen Fällen mit den geeigneten Werkzeugen aus Quellen in der Archivdatei, mit der die binutils veröffentlicht werden, erstellt werden; wobei abhängig von Betriebssystem, CPU und Assemblierungsziel (namentlich dem sehr bekannten Z80) auch (ältere) binutils-Pakete fertig angeboten werden.
Der dem Betriebssystem eigene Assembler ist in der Shell gewöhnlich als /usr/bin/as über den voreingestellten Suchpfad aufrufbar (s. auch Filesystem Hierarchy Standard). Zusätzliche binutils werden gewöhnlich als /usr/binutils-<Zielrechner> angelegt worin die ausführbaren Dateien sind. gas hat keine Schalter wie gcc, die ausführbare Datei des GNU C Compilers, für einen eigenen Suchpfad und den Aufruf anderer Ausgaben. Um einen Cross-Assembler in einer Shell bequem aufzurufen, kann z. B. in deren Konfigurationsdatei ein alias für /usr/binutils-<soundso>/as eingetragen werden.

### GNU Assembler und Microsoft Windows
In Cygwin v3.5.5 läuft gas ab Windows 8.1, binutils in neuester Fassung kann kompiliert für x86-64 und als Quellenpaket vom Entwickler heruntergeladen werden.
Für MinGW gibt es eine eigene Ausgabe der binutils.

## Verwendung
Der GNU Assembler ist vorrangig dazu vorgesehen von den Compilern der GCC in Assemblersprache verfasste Quellen in Objektdateien zu übersetzen. Je nach Zielsystem haben diese voreingestellt einen bestimmten Namen – für Linux auf x86 ist das a.out, gemäß Übereinkunft erhalten sie allgemein die Endung .o – und sind entweder im, wie in Unix-artigen Betriebssystemen üblich, Executable and Linkable (ELF) oder Common Object File Format (COFF) bzw. einem seiner Abkömmlinge wie dem hauptsächlich in Windows und vom Extensible Firmware Interface verwendeten Portable Executable; und werden ggf. mit dem GNU Linker (ld) aus dem binutils-Paket zu fertigen ausführbaren Binärdateien bearbeitet.
a.out ist gemäß Voreinstellung von gas ausführbar gemacht.

## Optionen
Der GNU Assembler hat allgemeine und tws. viele für das System, für das assembliert werden kann, verfügbare Aufrufparameter, von denen einige folgend aufgeführt sind. Dabei ist zu beachten, dass in der Unixwelt case sensitivity vorherrscht.
--help zeigt eine Zusammenfassung über die Optionsschalter, --target-help eine über die zielbezogenen.
--dump-config zeigt wie der Assembler eingestellt ist.
Mit -a, einer angehängten Folge bestimmter Kleinbuchstaben, einem abschließenden = und einem folgenden Dateinamen wird in der Datei ein Protokoll über bestimmte Eigenschaften der zu erfolgenden Assemblierung verfasst.
-v (-version) zeigt die Version von as an, --version beendet zudem die Ausführung.
Verschiedene Schalter dienen der Behebung von oder dem Umgang mit Fehlern oder bestimmen die Darstellung in der Protokolldatei.
-- weist formal darauf hin, dass as die Standardeingabe lesen soll und kann auch weggelassen werden. Ist diese das Terminal können Zeilen von Code eingegeben und die Eingabe mit <Strg>+<D> beendet werden.
Jedes Befehlszeilenargument ohne festgelegte Bedeutung wird von as als zu assemblierende Datei aufgefasst. Die übergebene Folge von Dateien wird von links gelesen und in eine Objektdatei, bestehend aus ausführbarem Maschinencode und zusätzlichen Daten, übersetzt.

Wird gas vom gcc aufgerufen kann dieser mit dem Schalter -Wa jenes Parameter zu ihm durchreichen, indem sie nach einem Komma von Kommata getrennt eingetragen werden, also gemäß
<Eingabeaufforderung> gcc <cparam1 cparam2 …> -Wa,<aparam1,aparam2,…> <cparamN …> <ctext1.c ctext2.c …>
in einer Befehlszeile.

### x86
Es gibt Schalter für u. a. Übersetzung von Vektorbefehlen und Speicherausrichtung von Programmverzweigungen.
Die -march= zu übergebenden und mit einem Pluszeichen voneinander zu trennenden Werte stehen für einen Befehlssatz, darunter z. B. i8086, k8, core2, generic32 und generic64; und wahlweise Erweiterungen oder bestimmte Befehle wie z. B. die Numeric Processor, Streaming SIMD und Advanced Vector Extensions, die mit vorgesetztem no ausgeschlossen werden können. Die angewiesene Assemblierung darin nicht enthaltener Befehle verursacht eine Fehlermeldung. Der Schalter kann mit der Direktive (s. u.) .arch übersteuert werden.
-mtune= nimmt dieselben Werte für den Befehlssatz an und veranlasst gas, für den entsprechenden Prozessor optimierten Maschinencode zu erzeugen.
Beispiel:
```
erfahrener_Programmierer@Tischrechner:~$
 
as
 
-march
=
athlon+mmx+no3dnow+sse
 
-mtune
=
generic64
 
assembly-Programm.S
 
-o
 
Maschinenprogramm.elf

```

Der Benutzer lässt in der Unix-Shell eine Quelltextdatei so assemblieren, dass das zu erzeugende Programm auf Lauffähigkeit auf dem AMD Athlon XP hin geprüft, Optimierung für Prozessoren seit amd64 wenn möglich vorgenommen und die Verwendung von 3DNow! ausgeschlossen wird, zudem erhält die Ausgabedatei einen anderen als den voreingestellten Namen.

### ARM64
Es gibt fünf Schalter für die Assemblierungseinstellung. Es kann bestimmt werden ob die Ausgabedatei entweder für einen rangaufsteigend oder rangabsteigend speichernden (s. endianness) Prozessor geeignet; und ob sie im ELF64 oder -32 ist.
Wie bei den Befehlssätzen von x86 kann mit -mcpu= eine Art Rechenkern bspw. als cortex-a55 oder exynos-m1 angegeben werden; mit dem Unterschied, dass etwaige Befehlssatzerweiterungen voreingestellt inbegriffen sind.
Entsprechend kann mit -march= eine Mikroarchitektur ab armv8-a bis armv9.4-a (Stand Juni 2024) gewählt werden, wobei Erweiterungen nicht immer voreingestellt dabei sind.
Werden weder Prozessor noch -generation bestimmt, gilt -mcpu=all, was bedeutet, dass alle Befehle assembliert werden.

## Syntax
Die Syntax des GNU Assemblers hat einen allgemeingültigen Teil für alle unterstützten Architekturen. Er ist ähnlich vielen anderen Assemblern und von früheren Unix-Assemblern beeinflusst. Er beinhaltet u. a. Anweisungen für den Assembler, sog. Direktiven, Methoden zum Kommentieren und Darstellung von Zahlenwerten („Konstanten“).
Maschinenabhängige Ausdrücke wie insbesondere Befehle und Register sind der Herstellerbeschreibung zu entnehmen.

### Direktiven
Assembler-Direktiven (auch pseudo-ops genannt) werden aus einem Schlüsselwort mit einem Punkt beginnend gebildet. Die meisten verfügbaren Direktiven sind architekturunabhängig, einige wenige hardwarespezifisch.

### Kommentare
Kommentare können allgemein zwischen /* und */ geschrieben werden. Zeilenkommentare einleitende Zeichenfolgen wie /, //, ; usw. sind zielabhängig.
Für die x86-Mikroarchitektur nutzt GAS standardmäßig eine Raute für Einzelzeilenkommentare. Beispiel:
```
pop
 
%edx
 
# alles hinter der Raute ist Kommentar

#AX und DX sind 86er Register

movl
 
%edx
,
%eax

```

### Konstanten
Werte können auf verschiedene Weisen geschrieben werden, die außer für dezimale Ganzzahlen von Vorsätzen bestimmt werden: 0b für Binär-, 0 für Oktal-, 0x für hexadekadische Zahlen und ' für Schriftzeichen; Fließkommazahlen kann zielabhängig z. B. 0f vorgesetzt werden. Zu den Ganzzahlen gehören auch „bignums“, sie sind länger als 32 bits, entsprechen somit z. B. dem 64 bits langen Datentyp long mancher Hochsprachen und können nicht uneingeschränkt verwendet werden. Zeichen sind ein byte lang, ihre Darstellung ist vom auf dem System verwendeten Zeichensatz abhängig, also z. B. nach Art der ISO 8859-15, sie können als Escape-Sequenz eingetragen werden und zielabhängig kann ein abschließendes Halbes Schreibmaschinenersatzzeichen nötig sein.
Wird einem Wert der Operator - vorangestellt ist das Ergebnis der binär komplementäre Wert; entsprechend erzeugt ~ den bitweise komplementären.

## Inline Assembler
Der GNU Assembler zeichnet sich gegenüber anderen Assemblern auch durch eine Inline-Syntax aus, die es ermöglicht, den Assembler-Teil effektiv in einen Hochsprachenteil einzubinden. Dies geschieht durch eine Liste der Eingabe-, Ausgaberegister und der im Assembler-Teil verwendeten Register. Hierdurch kann der Compiler einen Assembler-Teil während der Optimierung ohne Übergabe-Overheads an den Hochsprachenteil anbinden.
Das obige Beispiel als C-Inline-Assembler in Intel-Syntax:
```
  
__asm__
 
__volatile__
  
(
".intel_syntax noprefix 
\n\t
"

      
"pop edx         ;Intel-syntax kommentar 
\n\t
"

      
"mov eax, edx                            
\n\t
"

      
".att_syntax prefix                      
\n\t
"

      
:
 
/* no output operands  */

      
:
 
"d"
 
(
save_var
),
 
"a"
 
(
temp_var
)
 
/* inputs operands*/

      
:
 
"eax"
,
 
"edx"
 
/* intern verwendete register (clobber list)*/
);

```

## x86-16
Infolge der Wortlänge von 2 Bytes der Intel 8086, 80286 u. ä. kann der GNU Assembler auf ihnen nicht laufen. Um Programme für sie (oder den Real oder Virtual 8086 Mode) zu assemblieren, kann die Direktive .code16 zur Voreinstellung verwendet werden. Das gewährleistet nicht, dass das Programm auf den alten Prozessoren läuft. Dazu muss auf alle 32- und 64-Bit-Ausdrücke verzichtet werden, sonst werden sie mit den Maschinensprachenvorsätzen 66h oder 67h für die entsprechenden Operanden- bzw. Arbeitsspeicheradressenlängen zur Übersteuerung der Real-Mode-Voreinstellung assembliert. Es dürfen daher insbesondere nur die Befehlsanhänge -b für 1 byte oder -w für 2 bytes („word“) lange Operanden in AT&T-Ausdrucksweise wie bei movb und Registernamen wie %ax statt %eax oder %rax (s. Register des 8086) verwendet werden.

## Kritik
Eine Quelle negativer Kritik an GAS ist, dass für die Zielsysteme x86-32 und x86-64 (als „80386“ zusammengefasst) anstelle der meistens verwendeten Syntax nach Art des eingestellten ASM86 von Intel die im Umfeld Unix-artiger Betriebssysteme bevorzugte AT&T-Assembler-Syntax voreingestellt ist. Das ist allerdings in der Kompatibilität zur GCC begründet, denn so können beispielsweise Ausdrücke in C übersichtlicher eingefügt werden. Seit binutils 2.10 von Juni 2000 kann die vorgegebene Syntax über die Direktiven .intel_syntax geändert bzw. .att_syntax wiederhergestellt werden. Die ausführbare Datei von gas für x86 hat auch den Schalter -msyntax= mit den Werten intel und att mit denen jeweils die vorrangige Syntax bestimmt werden kann.
Das obige Beispiel in Intel-Syntax:
```
.intel_syntax
 
noprefix
 
#mit Argument dass Register als Operanden den Vorsatz '%' nicht benötigen

pop
 
edx

mov
 
eax
,
 
edx

.att_syntax
 
prefix

```